# László Lovász
László Lovász (wym [ˈlaːsloː ˈlovaːs]) (ur. 9 marca 1948 w Budapeszcie) – węgierski matematyk specjalizujący się w kombinatoryce. Wyróżniony najwyższymi nagrodami matematycznymi jak Nagroda Wolfa w dziedzinie matematyki (1999), Nagroda Kioto w dziedzinie nauk podstawowych (2010) i Nagroda Abela (2021). Prezes Węgierskiej Akademii Nauk (od 6 maja 2014) i członek Królewskiej Szwedzkiej Akademii Nauk. W 1983 wygłosił wykład sekcyjny, a w 1990 wykład plenarny na Międzynarodowym Kongresie Matematyków.